# روان رضا العربي
روان رضا العربي المعروفة أيضاً باسم روان العربي (من مواليد 29 يوليو 2000، الإسكندرية) لاعبة إسكواش مصرية محترفة. تحتل المرتبة 23 في التصنيف العالمي اعتباراً من أبريل 2019.
توجت روان ببطولة العالم للناشئين لعام 2017 عقب تغلُبها على مواطِنّتِها المصرية، هانيا الهمامي. وهي نفس البطولة التي خسرتها في العام السابق 2016 أمام نوران جوهر في المباراة النهائية.

## روابط خارجية
- روان رضا العربي على موقع الاتحاد الدولي لمحترفي الاسكواش (مؤرشف) (الإنجليزية)
- روان رضا العربي على موقع SquashInfo.com (الإنجليزية)